# Willy Herbert

Wilhelm „Willy“ Ludwig Herbert

Wilhelm „Willy“ Ludwig Herbert (* 28. Mai 1904 in Frankfurt am Main; † 27. September 1969 in München) war ein deutscher Politiker (NSDAP) und SS-Führer.

## Leben und Wirken
Nach dem Besuch der Volksschule in Frankfurt am Main in den Jahren 1911 bis 1919 absolvierte der Sohn eines Fuhrunternehmers von 1919 bis 1922 dort eine Friseurlehre. Von 1922 bis 1931 arbeitete er als Friseurgeselle. 
Zum 25. August 1926 trat Herbert in die NSDAP ein (Mitgliedsnummer 43.222) und wurde Mitglied der SA. Von der SA wechselte er im Juni 1927 zur SS (SS-Nummer 1.031), in der er am 11. Juli 1929 zum SS-Truppführer ernannt wurde und in der Folge weiter Führungsaufgaben übernahm. Am 1. April 1933 wurde er schließlich nach der Leitung der 32. SS-Standarte zum Führer der 33. SS-Standarte ernannt. Seine Beförderung zum SS-Standartenführer war bereits am 29. Juli 1932 erfolgt.
Nachdem er bereits im März 1933 dem Kommunallandtag Wiesbaden und dem Provinziallandtag Hessen-Nassau angehört hatte, wurde er auch Mitglied des letzten Landtages des Volksstaates Hessen. Von November 1933 bis zum März 1936 saß Herbert als Abgeordneter für den Wahlkreis 33 (Hessen-Darmstadt) im nationalsozialistischen Reichstag. Zur Reichstagswahl 1938 kandidierte er erfolglos.
Zunächst im September 1933 kommissarischer Polizeipräsident in Darmstadt, übte Herbert schließlich diese Funktion vom 1. Oktober 1933 bis zum 15. Mai 1935 in Mainz aus. Anschließend leitete er unter anderem als hauptamtlicher SS-Führer die 36. SS-Standarte in Danzig und nahm danach weitere Führungsaufgaben innerhalb der SS wahr. Von Anfang Oktober 1937 bis zum Kriegsende 1945 leitete er als Nachfolger Josef Fitzthums die 58. SS-Standarte in Köln, wo er 1940 auch Ratsherr wurde. 
Während des Zweiten Weltkrieges wurde er 1940 zur Waffen-SS eingezogen und leistete mit Unterbrechungen Kriegsdienst. Zuletzt wurde er zum Hauptamt Volksdeutsche Mittelstelle versetzt und wurde bei der Waffen-SS im Juni 1944 zuletzt zum SS-Obersturmführer d.R. befördert.

## Nach 1945
Nach Kriegsende tauchte Herbert unter, ohne sich bei seiner Familie zu melden, und wurde daher durch seine Ehefrau Irma für tot erklärt. Er nahm seinen Wohnsitz in München, wo er auch einer Arbeit nachging. Aufgrund des ungeklärten Mordes an dem NS-Funktionär Wilhelm Schäfer im Juli 1933 wurde Herbert 1955 festgenommen, da ein auf ihn zugelassenes Fahrzeug sich in Tatortnähe befunden haben soll. Bis zur Verhandlung wurde er jedoch wieder aus der Untersuchungshaft entlassen. Aus Beweismangel wurde das Verfahren in Frankfurt am Main gegen Herbert 1956 eingestellt. Aus der Zeitung erfuhr 1955 Herberts Sohn Gerhard (* 1931) von der Verhaftung seines angeblich verstorbenen Vaters. Nach der Ehescheidung heiratete Herbert 1956 eine Münchner Arbeitskollegin.   
Im März 2014 übergab der pensionierte Lehrer Gerhard Herbert den Nachlass seines Vaters dem NS-Dokumentationszentrum der Stadt Köln. Zuvor hatte er sich bereits mit der NS-Vergangenheit seines Vaters auseinandergesetzt, den er 1955 kurzzeitig wiedertraf und danach zum letzten Mal 1963 sah. Der als Zeitzeuge vor Schulklassen auftretende Sohn hatte durch Archivanfragen herausgefunden, dass sein Vater am 20. Oktober 1942 zum „Sonderkommando R Lemberg“ versetzt worden war. Das zuständige Wehrbezirkskommando des Vaters befand sich in Lublinitz im Distrikt Lublin des sogenannten Generalgouvernements. In diesem Bereich befanden sich Vernichtungslager der Aktion Reinhardt. Sein Sohn mutmaßt, dass sein Vater in diesem Rahmen am Holocaust beteiligt gewesen sein könnte.